# Oldřichovice (Třinec)
Oldřichovice (polsky Oldrzychowice, německy Oldrzichowitz) jsou katastrálním územím a městskou částí města Třinec, k němuž byly Oldřichovice přičleněny roku 1980. Záležitosti městské části Oldřichovice zajišťuje osadní výbor.
Obcí protéká potok Tyrka.

## Etymologie názvu
Název je odvozen od osobního jména Oldřich (Ulrich). Zřejmě se jednalo o jméno německého lokátora, který vesnici založil. Na počátku 14. století je vesnice v latinském prameni nazvána Ulrici villa.

## Dějiny
Vesnice byla součástí komorních statků. V roce 1619 měla 45 usedlostí. Z roku 1702 je známo nejstarší obecní pečetidlo s vyobrazením žebřiňáku. Koncem 18. století vznikla v obci evangelická škola. Podle údajů z roku 1845 měla tato škola 337 žáků. Podle rakouského sčítání lidu v roce 1900 měla obec 1868 obyvatel (1836 Poláků, 20 Němců a 1 Čecha). Nacházelo se zde 230 domů. V hospodářstvích bylo evidováno 65 koní, 650 kusů skotu, 14 ovcí a 503 prasat. Podle rakouského sčítání lidu z roku 1910 měly Oldřichovice 2009 obyvatel, z toho 2002 trvale registrovaných, 1924 (96,1%) Poláků, 57 (2,8%) Němců a 21 (1,1%) Čechů, 225 (11,2%) katolíků, 1765 (87,8%) evangelíků a 19 (1%) stoupenců judaismu . V roce 1939 měla obec Oldřichovice 2142 obyvatel, k slezské národnosti se tehdy přihlásilo 1983, k polské národnosti 101, k české 26 a k německé 27 obyvatel.

## Demografie
Počet obyvatel
- Kolem roku 1804 - 925 obyvatel [12]
- Kolem roku 1845 - 1253 obyvatel [13]
- 2008 - 3 182 obyvatel [14]

### Polská menšina
V Oldřichovicích je činné místní sdružení Polského kulturně-osvětového svazu (PZKO). Při tomto místním sdružení existuje od roku 1979 taneční soubor Oldrzychowice.

## Samospráva

### Předsedové místního národního výboru
- Pavel Sivý
- Edward Fikoczek
- Rudolf Harok
- Jan Žydel

### Předsedové osadního výboru
- Marian Plucnar (od 2008)

## Církve
V Oldřichovicích stojí kostel Slezské církve evangelické a. v., který vznikl přestavbou budovy bývalé evangelické školy z roku 1869. Samostatný farní sbor SCEAV byl založen v roce 1950. Na evangelickém hřbitově je hřbitovní kaple z roku 1886.
V obci je taktéž sbor Apoštolské církve, který se nachází na adrese Oldřichovice 863; sbor vznikl oficiálně roku 1992. Sbor Církve adventistů sedmého dne byl v obci založen roku 1912; jeho současná modlitebna na adrese Oldřichovice 770 byla předána do užívání roku 1993.

## Sport
V Oldřichovicích sídlí fotbalový klub TJ Oldřichovice, jehož mužský tým hraje I.B třídu mužů (sedmá nejvyšší soutěž), a také zde pod TJ sídlí i stolní tenis, jehož mužský tým A hraje krajskou soutěž a mužský tým B okresní soutěž.

## Obchod, služby
Z Oldřichovic vede na blízký vrch Javorový sedačková lanovka.

## Osobnosti
- Jan Milikowski (1781–1866), rodák z Oldřichovic, evangelický učitel v Konské a nakladatel ve Lvově
- Georg Rusnok (1867–1941), rodák z Oldřichovic, působil jako evangelický pastor na Volyni a posléze v Paraguay[zdroj?]
- Wilhelm Ripper (1873–1943), rodák z Oldřichovic, průkopník polského automobilového sportu, působil v Krakově, zavražděn v Osvětimi[15]
- Maria Sojkowa (1875–1944), polská katolická aktivistka a politička; většinu života prožila v Oldřichovicích
- Jan Tacina (1909–1990), rodák z Oldřichovic, polský hudebník, dirigent a folklorista
- Henryk Jasiczek (1919–1976), polský básník, prožil v Oldřichovicích dětství
- Jan Myrdacz (1913–1985), žil v Oldřichovicích, violista a malíř [16]

## Pamětihodnosti obětem 1. nebo 2. světové války
- Spolek pro vojenská pietní místa Zde
- 1 Památník (Třinec-Oldřichovice) obětem 1. světové války na stránkách ministerstva obrany Archivováno 9. 7. 2018 na Wayback Machine.
- 2 Památník (Třinec-Oldřichovice) obětem 2. světové války na stránkách ministerstva obrany Archivováno 9. 7. 2018 na Wayback Machine.